# John Pasche
John Pasche (24 aprile 1945) è un designer inglese, conosciuto soprattutto per essere il creatore del logo "tongue & lip" (la celebre linguaccia) dei Rolling Stones negli anni settanta.

## Studi
John Pasche tra il 1963 e il 1967 completò il suo Bachelor of Arts in disegno grafico presso il Brighton College of Art. In seguito tra il 1967 e il 1970 conseguì Master of Arts al Royal College of Art a Londra.

## Opere

### Royal College of Art
Nel periodo in cui frequentò il Royal College of Art, Pasche creò la locandina del film Judex (1969). L'anno successivo produsse un'altra locandina per il film di Roger Vadim E Dio creò la donna. Lo stesso anno realizzò anche un poster per un seminario di design che si tenne al Royal College of Arts.

### Industria musicale
Nel 1971, Pasche disegnò per i Rolling Stones il logo "Tongue and Lip Design", che fu utilizzato per la prima volta all'interno della copertina dell'album Sticky Fingers. Disegnò inoltre vari poster per i tour dei Rolling Stones in Europa del 1970 e del 1973 e per il tour negli Stati Uniti del 1972. Realizzò inoltre adesivi promozionali per l'album Goats Head Soup e la copertina del singolo "She's So Cold".
Pasche ha lavorato molto anche per la United Artists, disegnando copertine di album e singoli, così come si è dedicato a poster dei concerti per gli Stranglers: The Raven (1979), The Stranglers IV (1979), La Folie (1981), Live (X Cert) (1979), "Duchess" (1979) and "Peaches" (1979). 
Ha realizzato la copertina del singolo "The Worker" (1979) e dell'album Going Deaf For A Living (1980), entrambi di Fischer-Z. Ha inoltre disegnato la copertina dell'album dei Vapors New Clear Days (1980), così come, nel 1979, quella di un singolo della band Dr. Feelgood.
Oltre a ciò Pasche ha realizzato alcuni lavori per la Chrysalis Records, principalmente per Art of Noise (1985-87), Les Enfants (1985), Innocence (1990), Into Paradise (1991), Kingmaker (1991) e Jethro Tull (1987).
Le sue opere come freelance includono anche lavori per Jimi Hendrix (1977), Judas Priest (1975), David Bowie (1976), The Who (1975), e Bay City Rollers (1975).